# Potentiel quantique
Le potentiel quantique est un principe central de la théorie de de Broglie-Bohm, une interprétation ontologique, non standard, de la physique quantique introduite par David Bohm,  en 1952.
Initialement présenté sous le nom de « potentiel de la mécanique quantique » puis « potentiel quantique », il a été élaboré à partir des travaux de David Bohm et de Basil Hiley dans leur enquête sur la façon dont une particule quantique pourrait être guidée, dans sa trajectoire, par un « potentiel d'information ». Bohm était persuadé de l'existence réelle des particules quantiques et n'acceptait pas l'idée de l'effondrement de la fonction d'onde qui amène à considérer l'existence duale d'une particule tantôt sous la forme corpusculaire, tantôt sous la forme d'une onde. Pour y parvenir, il reprit à son compte le concept de l'onde pilote postulé en 1926 par Louis de Broglie pour tenter de mettre au point une mécanique quantique non classique. 
Dès 1952, les articles fondateurs de Bohm ont donc introduit le « potentiel quantique » et inclus des réponses aux objections qui avaient été soulevées, en son temps, par Wolfgang Pauli contre la théorie de l'onde pilote.
Ce « potentiel quantique » permet de transformer la dynamique probabiliste de la particule quantique en une dynamique déterministe ; il est aussi appelé « quantum d'énergie potentielle », « potentiel de Bohm » ou encore « potentiel quantique de Bohm ».
En s'appuyant sur l'interprétation de la théorie quantique mise en place par Bohm en 1952, David Bohm et Basile Hiley présentèrent, en 1975, comment le concept de « potentiel quantique » conduit à la notion d'un « ensemble continu de l'univers entier », en proposant ce nouveau caractère fondamental de la physique quantique comme non-local.

## Définition
À la suite des idées de Louis de Broglie sur la dualité onde-corpuscule, Erwin Schrödinger bâtit une équation d'onde appropriée pour l'électron :
{\displaystyle {\rm {i}}\hbar {\frac {\partial }{\partial t}}\Psi (\mathbf {r} ,\,t)=-{\frac {\hbar ^{2}}{2m}}\nabla ^{2}\Psi (\mathbf {r} ,\,t)+V(\mathbf {r} )\Psi (\mathbf {r} ,\,t)\,,}
où : 
{\displaystyle m} est la masse de l'électron,
{\displaystyle \hbar } la constante de Planck réduite,
{\displaystyle V} l'opérateur d'énergie potentielle,
i l'unité imaginaire.
{\displaystyle \Psi (r,t)} est une fonction complexe de la position {\displaystyle r} et du temps {\displaystyle t}. L'électron est traité comme une onde {\displaystyle \Psi ({\bf {r}},t)} se déplaçant dans un puits de potentiel {\displaystyle V}.
La densité de probabilité {\displaystyle \rho ({\bf {r}},t)} qui lui est associée est définie par
{\displaystyle \rho ({\bf {r}},t)=|\Psi ({\bf {r}},t)|^{2}=\Psi ^{*}(\mathbf {r} ,t)\Psi (\mathbf {r} ,t)\,.}
(Probabilité par unité de volume, * indique un complexe conjugué.)
L'idée est alors d'écrire l'équation de Schrödinger sous sa forme polaire avec 
{\displaystyle \psi =R\,{\rm {e}}^{{\rm {i}}S/\hbar }} 
où :
{\displaystyle R} est l'amplitude de la fonction d'onde {\displaystyle \psi } et
{\displaystyle S/\hbar } sa phase.
On obtient deux équations couplées, une pour la partie imaginaire et une autre pour la partie réelle :
(1) {\displaystyle {\frac {\partial R}{\partial t}}=-{\frac {1}{2m}}\left[R\nabla ^{2}S+2\nabla R\cdot \nabla S\right]\,,}
(2)  {\displaystyle -{\frac {\partial S}{\partial t}}={\frac {\left(\nabla S\right)^{2}}{2m}}+V+Q\,.}
Puisque {\displaystyle \rho =R^{2}}, l'équation (1) donne l’équation de continuité  {\displaystyle \partial \rho /\partial t+\nabla \cdot {\bf {j}}=0\,}, si l'on définit la densité de probabilité {\displaystyle \rho } et le courant de probabilité {\displaystyle {\bf {j}}} :
{\displaystyle {\bf {j}}={\frac {\hbar }{2m{\rm {i}}}}\left[\Psi ^{*}\nabla \Psi -\Psi \nabla \Psi ^{*}\right]={\frac {1}{2m}}\left[R^{2}\nabla S+2\nabla R\cdot \!\nabla S\right]\,.}
L'équation (2) montre que l'énergie totale {\displaystyle E=-\partial S/\partial t} est la somme des énergies cinétique {\displaystyle \left(\nabla S\right)^{2}/(2m)} et potentielle {\displaystyle V} et d'un terme additionnel {\displaystyle Q} que Bohm baptise « potentiel quantique », défini comme :
{\displaystyle Q=-{\frac {\hbar ^{2}}{2m}}{\frac {\nabla ^{2}R}{R}}={\frac {\hbar ^{2}}{4m}}\left[{\frac {1}{2}}{\frac {(\nabla \rho )^{2}}{\rho ^{2}}}-{\frac {\nabla ^{2}\rho }{\rho }}\right]}
Le potentiel quantique {\displaystyle Q} dépend de la forme de l'amplitude de la fonction d'onde {\displaystyle \psi }. Il génère inévitablement des effets non locaux, en particulier lorsqu'on étudie une trajectoire qui décrit plusieurs particules dans l'espace des configurations. Il suffit pour cela que la fonction d'onde ne se décompose pas en un produit de fonctions d'onde pour chaque particule.
David Bohm avait déjà introduit la notion de « potentiel quantique » dès 1952, dans son article sur une interprétation alternative de la mécanique quantique.

## Interprétation et dénomination du « potentiel quantique »
Basil Hiley avait aussi défini ce « potentiel quantique » comme un « potentiel d’information », c'est-à-dire un des facteurs qui sous-tendent les processus de l’univers lui-même façonné par son environnement.
David Bohm utilisa la métaphore du navire ou de l'avion avec pilotage automatique. La puissance des moteurs de propulsion représentant la mécanique classique mais dont l’action est déterminée par la teneur des informations concernant son environnement qui est porté par les ondes radar. L’énergie de ces signaux est négligeable par rapport à la puissance des moteurs mais riche en information et indique avec précision le chemin. Nous pouvons considérer  de la même manière le « potentiel quantique » comme contenant des informations actives. Il est potentiellement présent partout, mais réellement actif seulement là et où il y a une particule. 
Basil Hiley renvoie au potentiel quantique comme à une énergie interne et comme « une propriété nouvelle qui joue seule un rôle dans la réalisation des processus quantiques ». Il fit ressortir que le « potentiel quantique », pour David Bohm, était « un élément clé », sous-entendu qu’il pourrait sous-tendre le formalisme quantique. 
L’intime conviction de David Bohm était que l'approche de la théorie ne pouvait pas être mécanique mais plutôt « organique » dans le sens de Whitehead. À savoir, que « c'est le tout qui détermine les propriétés des particules individuelles et de leur relation, et non l'inverse ».
Peter R. Holland, dans son édition complète, fait également référence à cela comme un potentiel quantique d'énergie.